# Entre Idas e Vindas
Entre Idas e Vindas é um filme brasileiro, do gênero comédia dramática, dirigido por José Eduardo Belmonte, o qual também escreveu o roteiro com a colaboração de Cláudia Jouvin. Conta a história de um quarteto de amigas que decidem fazer uma viagem ao litoral e no meio do caminho se encontram com um pai e filho pedindo carona.
O filme é estrelado por Ingrid Guimarães, Alice Braga, Rosanne Mulholland e Caroline Abras interpretando as quatro amigas viajantes, com Fábio Assunção e João Assunção interpretando pai e filho que pedem carona na estrada.

## Sinopse
Amanda, Sandra, Krisse e Cillie, quatro operadoras de telemarketing fazem uma viagem e encontram Afonso e Benedito, pai e filho pedindo carona na estrada. O que seria uma simples carona acaba se transformando em uma viagem cheia de aventuras e transformações pessoais.

## Elenco
- Ingrid Guimarães como Amanda
- Alice Braga como Sandra
- Rosanne Mulholland como Krisse
- Caroline Abras como Cillie
- Fábio Assunção como Afonso Lima
- João Assunção como Benedito Lima (Benê)
- Marisol Ribeiro como Angela Kossadzc
- Milhem Cortaz como Belmiro
- Bruno Torres como Xavier
- Letícia Lima como Recepcionista do hotel
- Thogun como Segurança da festa
- Victor Leal como Mecânico

## Produção

### Escolha do elenco
Inicialmente, Deborah Secco estava escala para interpretar a protagonista do filme, Amanda. Entretanto, a atriz não conseguiu seguir na produção, deixando o projeto antes mesmo de iniciar as filmagens. Para substituir Secco, Ingrid Guimarães foi convidada para ser a protagonista do longa-metragem.
O ator Fábio Assunção, que interpreta Afonso Lima no filme, é pai do ator João Assunção, o qual contracena com ele como pai e filho na ficção. 
O diretor José Eduardo Belmonte repetiu parceria com alguns atores que compõem o elenco do filme. Rosane Mulholland já havia trabalhado em dois projetos com Belmonte, A Concepção e Meu Mundo em Perigo. Caroline Abras também já havia sido dirigida por ele em Se Nada Mais Der Certo. Já Milhem Cortaz esteve em quase todos os filmes anteriores do direção, com exceção de apenas um deles.

### Desenvolvimento
Inicialmente, o filme tinha como título "Meu Mundo Quebrado", sendo substituído por "Entre Idas e Vindas". O filme começou a ser produzido em 2014. Começou a ser rodado no mês de abril de 2014, tendo algumas locações, como na sede do Teleconsulta, um serviço de atendimento da Secretaria Municipal de Saúde de Goiânia, em Goiás, que serviu como cenário do trabalho das atendentes de telemarketing que protagonizam o filme. Profissionais do próprio serviço colaboraram com as filmagens fazendo figuração. As gravações também se deram na região do Vale do Ribeira, nas cidades de Iguape, Ilha Comprida e Cananéia. 

## Lançamento
O filme teve lançamento nos cinemas a partir de 21 de julho de 2016 com distribuição da Imagem Filmes.

## Recepção

### Bilheteria
Em sua semana de estreia, em julho de 2016, o filme esteve entre os dez filmes mais assistidos nos cinemas brasileiros, levando cerca de 51 mil espectadores às salas de cinemas, o que é consideravelmente satisfatório para produções nacionais.

### Resposta crítica
Entre Idas e Vindas gerou uma recepção mista entre os críticos de cinema e usuários de sites agregadores de resenhas sobre filmes. Entre os usuários do site IMDb, o filme tem uma média de 5,7 / 10 com base em 463 avaliações. Já entre os usuários do site AdoroCinema, o filme detém uma média de 3,0 de 5 estrelas em 29 de agosto de 2021, com base em mais de 70 avaliações. Entretanto, entre as avaliações da imprensa reunidas no site, a média cai para 2,8 de 5 estrelas.
Daniel Schenker, em sua crítica ao site do jornal O Globo, disse que o filme conquista o público devido à simpatia da história e o bom desempenho dos atores que compõem o elenco, ressaltando que a estética do filme, ainda que remetam uma sensação familiar em algumas cenas, necessitam de uma maior conceituação. Camila Sousa, do site Omelete, classificou o filme com 3 estrelas (de 5), definindo o filme como: "Um filme sobre conflitos e relações que provavelmente vai te fazer pensar em muitos momentos da sua vida, momentos de falhas, de acertos, e dá um sentimento bom no final, deixando o gosto de um filme good vibe..." Da revista Veja, Miguel Barbieri Jr. escreveu: "Há humor na trama, mas trata-se, sobretudo, de um road movie dramático de desamores e, óbvio, amor. Embora conduzida com leveza pelo diretor José Eduardo Belmonte (de Alemão), a trama tem “deslizes”: os personagens e as situações não convencem."

## Prêmios e indicações
| Ano  | Associações                        | Categoria                | Recipiente(s)    | Resultado |
| ---- | ---------------------------------- | ------------------------ | ---------------- | --------- |
| 2016 | Prêmio Quem de Cinema              | Melhor Atriz             | Ingrid Guimarães | Indicado  |
| 2017 | Grande Prêmio do Cinema Brasileiro | Melhor Atriz Coadjuvante | Alice Braga      | Indicado  |